# Duoplasmatron

Esquema de funcionamento de um duoplasmatron

Duoplasmatron, uma invenção de Manfred von Ardenne, é um tipo de fonte de feixe de íons. O duoplasmatron opera da seguinte forma: um cátodo emite elétrons dentro de uma câmara de vácuo. Um gás inerte, como o argônio, é introduzido em quantidades mínimas dentro da câmara, onde se torna eletricamente carregado (ou ionizado) com as interações com os elétrons livres do cátodo, dando origem a um plasma. O plasma é acelerado então com uma série pelo menos de duas grades altamente carregadas, e transforma-se um feixe de íons, movendo-se em alta velocidade na saída do dispositivo. 

## Aplicações
O Duoplasmatron é utilizado em diversas aplicações, como fabricação de semicondutores e propulsão de naves espaciais.[carece de fontes?]